# Jornal Português
Jornal Português foi o cinejornal produzido em Portugal pelo Secretariado de Propaganda Nacional (depois Secretariado Nacional de Informação) entre 1938 e 1951. O cinejornal tinha uma duração de cerca de 15 minutos e era exibido nos cinemas antes do filme principal. Era dirigido por António Lopes Ribeiro e era utilizado, através do Secretariado de Propaganda Nacional, para divulgar as notícias políticas do Estado Novo, assim como efemérides, inaugurações e outros acontecimentos.
Em 2016, através de uma iniciativa da Cinemateca Portuguesa, foram lançadas em DVD todas as edições existentes do Jornal Português, em cinco volumes com mais de 16 horas de imagens, das quais 1 hora de material inédito, com som original recuperado, totalizando 101 números deste cinejornal.

## Episódios
| #  | Data de lançamento | Título                                        | Duração | Notas                                                                  | Ref.  |
| -- | ------------------ | --------------------------------------------- | ------- | ---------------------------------------------------------------------- | ----- |
| 1  | 1938               | A Visita do "Deutschland"                     | 1:54    |                                                                        | [ 7 ] |
| 1  | 1938               | A Visita Oficial da "Home Fleet"              | 5:23    |                                                                        | [ 7 ] |
| 1  | 1938               | Os falangistas espanhóis em Lisboa            | 1:37    |                                                                        | [ 7 ] |
| 1  | 1938               | O XIV Portugal-Espanha de foot-ball           | 2:29    |                                                                        | [ 7 ] |
| 1  | 1938               | A Comemoração do 7 de Fevereiro               | 0:20    |                                                                        | [ 7 ] |
| 1  | 1938               | Figuras do mês                                | 1:38    | Inclui entrevista com Valentin Mandelstamm                             | [ 7 ] |
| 1  | 1938               | Imagens da Nova Espanha                       | 1:39    |                                                                        | [ 7 ] |
| 1  | 1938               | A Nossa Terra - Algarve Florido               | 1:17    | Promoção do Algarve                                                    | [ 7 ] |
| 43 | 1944               | A Morte e a Vida do Engenheiro Duarte Pacheco | 10:55   | Número extraordinário dedicado a Duarte Pacheco, aquando da sua morte. | [ 8 ] |